# بخاري داود
بخاري داود (25 أكتوبر 1959 - 11 فبراير 2021) كان مدرسًا إندونيسيًا للغة الإنجليزية وسياسيًا كان وصيًا على عرش أتشيه بيسار من عام 2007 حتى عام 2012.

## النشأة والتعليم
ولد بخاري داود في آتشيه بيسار. بعد تخرجه من مدرسة ابتدائية (مدرسة ابتدائية إسلامية)، واصل دراسته في مدرسة مونتاسك الإعدادية وهي مدرسة تبعد أربعة كيلومترات عن منزله. كان بخاري يسافر دائمًا سيرًا على الأقدام إلى المدرسة الإعدادية. بعد الانتهاء من تعليمه في المدرسة الإعدادية التحق بخاري بمدرسة ثانوية. التحق بخاري بقسم اللغة الإنجليزية في كلية تدريب المعلمين بجامعة سيياه كوالا وتخرج في عام 1988. وبعد ذلك بعامين أصبح محاضرًا للغة الإنجليزية في الجامعة.
في عام 1991 ذهب بخاري إلى الجامعة في بوفالو للحصول على درجة الماجستير في تدريس اللغة الإنجليزية للمتحدثين بلغات أخرى. تخرج بخاري عام 1993 واستكمل دراسته في جامعة ملبورن بعد ذلك بعام. تخرج من الجامعة عام 1998 بدرجة الدكتوراه.

## الحياة اللاحقة والوفاة
استأنف البخاري مسيرته المهنية كلغة إنجليزية محاضرًا في جامعة سياه كولال. قبل يوم من وفاته تقدم بخاري بطلب تقاعد مبكر من الجامعة، لكن رئيسه رفض.
توفي البخاري في الساعة الساعة الواحدة في 11 فبراير 2021 في منزله الذي يقع في مدينة لامبيونوروت بأتشيه بيسار. عانى بخاري من مضاعفات في القلب قبل وفاته بعدة أيام. أقيمت صلاة الجنازة بمقدمة ابنه بوترا المكرم، بعد عدة ساعات من وفاته. دفن بخاري في نفس اليوم في مقبرة لامبونوروت العامة.

## الحياة الشخصية
بخاري متزوج من مسليلة. نتج عن الزواج أربعة أطفال 3 فتيات وصبي.